# Yaminahua (peuple)
Pour la langue, voir Yaminahua.
Les Yaminahua sont une ethnie amérindienne de l'Amazonie bolivienne établie dans le nord-ouest du département de Pando en Bolivie. Leur langue, le yaminahua qui est en cours d'extinction appartient à la famille des langues panoanes.
Les Yaminahua n'ont jamais été soumis au système des réductions jésuites. Durant la période du boom du caoutchouc (1879-1912) qui voit affluer vers le nord de la Bolivie nombre de colons venus du reste du pays, ils fuient, s'installant dans des zones innaccesibles. En 1974, ils sont regroupés au sein de la mission de Puerto Yaminahua où les soixante derniers Yaminahua sont toujours localisés. 
Ils pratiquent une agriculture de subsistance, la chasse et la pêche. La récolte des noix du Brésil leur permet d'avoir des entrées d'argent. Ils se rendent parfois en ville pour travailler.